# Фјодор III Алексејевич
Фјодор III Алексејевич (рус. Фёдор III Алексеевич; Москва, 9. јун 1661 — Москва, 7. мај 1682) био је руски цар у периоду 1676—1682.
Фјодор је био најстарији преживели син цара Алексеја и Марије Милославске. Оца је наследио 1676. као петнаестогодишњак. Био је обдарен интелектом и манирима, а одлично образовање је стекао од најученијег словенског монаха тог времена, Симеона Полоцког. Познавао је пољски и латински језик, што је била велика реткост. Непозната болест га је унаказила и оставила полупарализованог (вероватно скорбут) од самог рођења. Време је углавном проводио са племићима Јазиковим и Ликачовим који су на двор донели пољске обичаје, одећу и језик.
Оженио се 28. јула 1680. украјинском племкињом Агафјом Симеоновном Грушевскајом. Инвалидитет није ограничио цареву намеру да реформише Русију. Његов двор је постао либералан, а казнена политика је ублажена. Основао је Словенску грчко-латинску академију на којој се изучавао црквенословенски, старогрчки, латински и пољски језик.
Најважнија разлика између Фјодорових и, каснијих, Петрових реформи је у томе што су се прве превасходно односиле на добробит цркве, а друге на добробит државе. Најважнија реформа Фјодора III било је укидање система местничества, по коме су племићи заснивали своје захтеве за привилегијама на основу историјских заслуга својих предака. Такав систем је паралисао војну и цивилну администрацију царства. Цар је местничество укинуо 1682. на савет Василија Галицина. Сва именовања државних чиновника су од тада зависила од личних способности и од жеље суверена. Књиге које су сведочиле о историји племства су спаљене. Фјодорова прва супруга, Агафја Симеоновна, делила је његова прогресивна становишта. Она је прва јавно заговарала бријање. Дана 21. јула 1681, царица је родила сина царевића Иљу Фјодоровича, који је постао наследник престола. Царица је умрла од последица порођаја три дана касније, а шест дана после тога, 30. јула, умрло је и деветодневно новорођенче.
Седам месеци касније, 24. фебруара 1682, Фјодор се оженио Марфом Матвејевном Апраксином (1667—1716). Фјодор је умро три месеца после венчања, 7. маја, без наследника. Народ га је сматрао за доброг владара. Вест о његовој смрти изазвала је Московски устанак 1682.

## Породично стабло
|  |                           |  |  |  |  |  |  |  |  |  |  |  |  |  |  |  |
|  | 4. Михаил I Фјодорович    |  |  |  |  |  |  |  |  |  |  |  |  |  |  |  |
|  |                           |  |  |  |  |  |  |  |  |  |  |  |  |  |  |  |
|  |                           |  |  |  |  |  |  |  |  |  |  |  |  |  |  |  |
|  | 2. Алексеј I Михајлович   |  |  |  |  |  |  |  |  |  |  |  |  |  |  |  |
|  |                           |  |  |  |  |  |  |  |  |  |  |  |  |  |  |  |
|  |                           |  |  |  |  |  |  |  |  |  |  |  |  |  |  |  |
|  | 5. Eudoxia Streshneva     |  |  |  |  |  |  |  |  |  |  |  |  |  |  |  |
|  |                           |  |  |  |  |  |  |  |  |  |  |  |  |  |  |  |
|  |                           |  |  |  |  |  |  |  |  |  |  |  |  |  |  |  |
|  | 1. Фјодор III Алексејевич |  |  |  |  |  |  |  |  |  |  |  |  |  |  |  |
|  |                           |  |  |  |  |  |  |  |  |  |  |  |  |  |  |  |
|  |                           |  |  |  |  |  |  |  |  |  |  |  |  |  |  |  |
|  | 3. Марија Милославскаја   |  |  |  |  |  |  |  |  |  |  |  |  |  |  |  |
|  |                           |  |  |  |  |  |  |  |  |  |  |  |  |  |  |  |
|  |                           |  |  |  |  |  |  |  |  |  |  |  |  |  |  |  |